# Epigrafis
Epigrafis (en grec antic ἐπιγραφεῖς) eren uns magistrats atenencs que tenien diverses ocupacions:
- administradors dels diners públics
- Encarregats de les oliveres sagrades
- Dirigents dels nuclis comercials o emporis, encarregats de què els comerciants que portaven mercaderies comestibles als emporis d'Àtica deixessin dos terços del gra a la ciutat podent exportar només un terç cap a l'exterior.
- Encarregats de dirigir els misteris d'Eleusis
- Inspectors de ports i vaixells
- Inspectors de tribus